# Államok vezetőinek listája 1940-ben
Ezen az oldalon az 1940-ben fennálló államok vezetőinek névsora olvasható földrészek, majd országok szerinti bontásban.

## Európa
- Albánia (olasz protektorátus megszállás alatt)
  - Uralkodó – III. Viktor Emánuel albán király (1939–1943)
  - Helytartó– Francesco Jacomoni (1939–1943), Albánia helytartója
  - Kormányfő – Shefqet Vërlaci (második Vërlaci-kormány, 1939–1941), lista
- Andorra (parlamentáris társhercegség)
  - Társhercegek
    - Francia társherceg – 
      1. Albert François Lebrun (1932–1940)
      2. Philippe Pétain (1940–1944), lista

    - Episzkopális társherceg – 
      1. Justí Guitart i Vilardebó (1920–1940)
      2. Ricard Fornesa i Puigdemasa (1940–1943), ügyvivő, lista
- Belgium (monarchia)
- Németország 1940. május 10-én foglalta el Belgiumot.
  - Német kormányzó – 
    1. Gerd von Rundstedt (1940)
    2. Alexander von Falkenhausen (1940–1944)

  - Uralkodó – III. Lipót király (1934–1951) (házi őrizetben)[1]
  - Kormányfő - Hubert Pierlot (1939–1940), lista
  - Belga kormány száműzetésben
  - A belga kormány 1940. május 25-én emigrációba vonult.
    - Kormányfő - Hubert Pierlot (1939–1945), lista
- Bolgár Cárság (monarchia)
  - Uralkodó – III. Borisz cár (1918–1943)
  - Kormányfő – 
    1. Georgi Kjoszeivanov (1935–1940)
    2. Bogdan Filov (1940–1943), lista
- Cseh–Morva Protektorátus (német protektorátus)
  - Német kormányzó – Konstantin von Neurath (1939–1943)
  - Államfő - Emil Hácha (1938–1945), lista
  - Kormányfő – Alois Eliáš (1939–1941), lista
  - Csehszlovák emigráns kormány
  - 1940. július 21-én ismerték el.
    - Elnök - Edvard Beneš (1940–1945)
    - Kormányfő - Jan Šrámek (1940–1945)
- Dánia (német megszállás alatt)
- Németország 1940. április 9-én foglalta el.
  - Uralkodó – X. Keresztély király (1912–1947)
  - Kormányfő – Thorvald Stauning (1929–1942), lista
  - Német kormányzó - Cécil von Renthe-Fink (1940–1942)
- Egyesült Királyság (parlamentáris monarchia)
  - Uralkodó – VI. György Nagy-Britannia királya (1936–1952)
  - Kormányfő – 
    1. Neville Chamberlain (1937–1940)
    2. Winston Churchill (1940–1945), lista
- Észtország
- Észtországot 1940. június 17-én szállta meg a Szovjetunió, júliusban létrejött az Észt Szovjet Szocialista Köztársaság, augusztus 6-án pedig betagozódott a Szovjetunióba.
  - Államfő –
    1. Konstantin Päts (1933–1940)
    2. Johannes Vares (1940), ügyvivő, lista

  - Kormányfő –
    1. Jüri Uluots (1939–1940)
    2. Johannes Vares (1940), lista
- Finnország
  -  Finnország (köztársaság)
    - Államfő – 
      1. Kyösti Kallio (1937–1940)
      2. Risto Ryti (1940–1944), lista

    - Kormányfő – 
      1. Risto Ryti (1939–1940)
      2. Rudolf Walden (1940–1941), ügyvivő, lista

  - Finn Demokratikus Köztársaság (el nem ismert ellenkormány)
  - 1940. március 12-én felbomlott.
    - Elnök – Otto Wille Kuusinen (1939–1940), Finnország Nép Kormányának elnöke

  -  Åland –
    - Kormányfő – Viktor Strandfält (1938–1955)
- Franciaország (köztársaság)
- A Harmadik Francia Köztársaságot 1940. július 11-én követte a Francia Állam.
  - Államfő – 
    1. Albert François Lebrun (1932–1940)
    2. Philippe Pétain (1940–1944), lista

  - Kormányfő – 
    1. Édouard Daladier (1938–1940)
    2. Paul Reynaud (1940)
    3. Philippe Pétain (1940–1942), lista
- Görögország (monarchia)
  - Uralkodó – II. György király (1935–1947)
  - Kormányfő – Joánisz Metaxász(wd) (1936–1941), lista
- Hollandia (német megszállás alatt)
- Németország májusban szállta meg Hollandiát, majd birodalmi tartománnyá tette.
  - Német kormányzó – 
    1. Fedor von Bock (1940)
    2. Alexander von Falkenhausen (1940)
    3. Arthur Seyß-Inquart (1940–1945)

  - Holland emigráns kormány
  - A holland kormány 1940. május 14-én emigrációba vonult.
    - Uralkodó – Vilma királynő (1890–1948)
    - Miniszterelnök – 
      1. Dirk Jan de Geer (1939–1940)
      2. Pieter Sjoerds Gerbrandy (1940–1945), lista
- Izland (parlamentáris monarchia)
  - Uralkodó – X. Keresztély (1918–1944)
  - Régens – Hermann Jónasson + Stefán Jóhann Stefánsson + Eysteinn Jónsson + Jakob Ragnar Valdimar Möller + Ólafur Thors (1940–1941)
  - Kormányfő – Hermann Jónasson (1934–1942), lista
- Írország
  - Uralkodó – VI. György ír király (1936–1949)
  - Államfő – Douglas Hyde (1938–1945), lista
  - Kormányfő – Éamon de Valera (1932–1948), lista
- Jugoszláv Királyság (monarchia)
  - Uralkodó – II. Péter király (1934–1945)[2]
  - Régens – Pál herceg + Radenko Stanković + Ivo Perović (1934–1941)
  - Kormányfő – Dragiša Cvetković (1939–1941), miniszterelnök
- Lengyelország (Németország és a Szovjetunió annektálta)
  - Lengyel emigráns kormány
    - Államfő – Władysław Raczkiewicz (1939–1947)
    - Kormányfő – Władysław Sikorski (1939–1943), lista
- Lettország
- Lettországot 1940. június 17-én szállta meg a Szovjetunió, júliusban létrejött a Lett Szovjet Szocialista Köztársaság, augusztus 5-én pedig betagozódott a Szovjetunióba.
  - Államfő –
    1. Kārlis Ulmanis (1936–1940)
    2. Augusts Kirhenšteins (1940), ügyvivő, lista

  - Kormányfő –
    1. Kārlis Ulmanis (1934–1940)
    2. Augusts Kirhenšteins (1940), lista
- Liechtenstein (parlamentáris monarchia)
  - Uralkodó – II. Ferenc József herceg (1938–1989)
  - Kormányfő – Josef Hoop (1928–1945), lista
- Litvánia
- Litvániát 1940. június 15-én szállta meg a Szovjetunió, júliusban létrejött a Litván Szovjet Szocialista Köztársaság, augusztus 3-án pedig betagozódott a Szovjetunióba.
  - Államfő –
    1. Antanas Smetona (1926–1940)
    2. Antanas Merkys (1940), ügyvivő
    3. Justas Paleckis (1940), ügyvivő, lista

  - Kormányfő –
    1. Antanas Merkys (1939–1940)
    2. Justas Paleckis (1940)
    3. Vincas Krėvė-Mickevičius (1940), ügyvivő, lista
- Luxemburg (Németország annektálta)
- Németország május 10-én elfoglalta, majd 1940. júniusában annektálta az országot.
  - Luxembourgi emigráns kormány
    - Uralkodó – Sarolta nagyhercegnő (1919–1964)[3]
    - Kormányfő – Pierre Dupong (1937–1953),[4] lista
- Magyar Királyság (monarchia)
  - Államfő – Horthy Miklós (1920–1944), lista
  - Kormányfő – Gróf Teleki Pál (1939–1941), lista
- Monaco (monarchia)
  - Uralkodó – II. Lajos herceg (1922–1949)
  - Államminiszter – Émile Roblot (1937–1944), lista
- Németország
  - Államfő - Adolf Hitler (1934–1945), lista
- Norvégia (német megszállás alatt)
- Norvégiát áprilistól megszállta Németország, és birodalmi tartománnyá változtatta.
  - Német kormányzó – Josef Terboven (1940–1945)
  - Kormányfő –
    1. Vidkun Quisling (1940), ellenkormány
    2. Ingolf Elster Christensen (1940), az Adminisztratív Tanács elnöke

  - Norvég emigráns kormány
  - A kormány 1940. június 7-én emigrációba vonult.
    - Uralkodó – VII. Haakon király (1905–1957)[5]
    - Kormányfő - Johan Nygaardsvold (1935–1945),[5] lista
- Olasz Királyság (monarchia)
  - Uralkodó -III. Viktor Emánuel király (1900–1946)
  - Kormányfő – Benito Mussolini (1922–1943), lista
- Portugália (köztársaság)
  - Államfő – Óscar Carmona (1926–1951), lista
  - Kormányfő – António de Oliveira Salazar (1933–1968), lista
- Román Királyság (monarchia)
  - Uralkodó –
    1. II. Károly király (1930–1940)
    2. I. Mihály király (1940–1947)

  - Kormányfő – 
    1. Gheorghe Tătărescu (1939–1940)
    2. Ion Gigurtu (1940)
    3. Ion Antonescu (1940–1944), lista
- San Marino (köztársaság)
  - San Marino régenskapitányai:
    1. Marino Michelotti és Orlando Reffi (1939–1940)
    2. Angelo Manzoni Borghesi és Filippo Mularoni (1940)
    3. Federico Gozi és Salvatore Foschi (1940–1941), régenskapitányok
- Spanyolország (totalitárius állam)
  - Államfő – Francisco Franco (1936–1975)
  - Kormányfő – Francisco Franco (1938–1973), lista
- Svájc (konföderáció)
  - Szövetségi Tanács:[6]
  - Giuseppe Motta (1911–1940), Marcel Pilet-Golaz (1928–1944), elnök, Rudolf Minger (1929–1940), Philipp Etter (1934–1959), Johannes Baumann (1934–1940), Hermann Obrecht (1935–1940), Ernst Wetter (1938–1943), Enrico Celio (1940–1950), Eduard von Steiger (1940–1951), Karl Kobelt (1940–1954), Walther Stampfli (1940–1947)
- Svédország (parlamentáris monarchia)
  - Uralkodó – V. Gusztáv király (1907–1950)
  - Kormányfő – Per Albin Hansson (1936–1946), lista
- Szlovákia (részben elismert állam)
  - Államfő – Jozef Tiso (1939–1945) lista
  - Kormányfő – Vojtech Tuka (1939–1944) lista
- Szovjetunió (szövetségi népköztársaság)
  - A kommunista párt vezetője – Joszif Sztálin (1922–1953), a Szovjetunió Kommunista Pártjának főtitkára
  - Államfő – Mihail Kalinyin (1919–1946), lista
  - Kormányfő – Vjacseszlav Molotov (1930–1941), lista
- Vatikán (abszolút monarchia)
  - Uralkodó – XII. Piusz pápa (1939–1958)
  - Államtitkár – Nicola Canali bíboros (1939–1961), lista

## Afrika
- Dél-afrikai Unió (monarchia)
  - Uralkodó – VI. György, Dél-Afrika királya (1936–1952)
  - Főkormányzó – Sir Patrick Duncan (1937–1943), Dél-Afrika kormányát igazgató tisztviselő
  - Kormányfő – Jan Smuts (1939–1948), lista
- Egyiptom (monarchia)
  - Uralkodó – Fárúk király (1936–1952)
  - Kormányfő – 
    1. Ali Máher Pasa (1939–1940)
    2. Haszan Szabri Pasa (1940)
    3. Huszejn Szerri Pasa (1940–1942), lista
- Libéria (köztársaság)
  - Államfő – Edwin Barclay (1930–1944), lista

## Dél-Amerika
- Argentína (köztársaság)
  - Államfő – Roberto María Ortiz (1938–1942), lista
- Bolívia (köztársaság)
  - Államfő – 
    1. Carlos Quintanilla Quiroga(wd) (1939–1940), ideiglenes
    2. Enrique Peñaranda (1940–1943), lista
- Brazília (köztársaság)
  - Államfő – Getúlio Vargas (1930–1945), lista
- Chile (köztársaság)
  - Államfő – Pedro Aguirre Cerda (1938–1941), lista
- Ecuador (köztársaság)
  - Államfő – 
    1. Andrés Córdova (1939–1940), ügyvivő
    2. Julio Enrique Moreno (1940), ügyvivő
    3. Carlos Alberto Arroyo del Río (1940–1944), lista
- Kolumbia (köztársaság)
  - Államfő – Eduardo Santos (1938–1942), lista
- Paraguay (köztársaság)
  - Államfő – 
    1. José Félix Estigarribia (1939–1940)
    2. Higinio Moríñigo (1940–1948), lista
- Peru (köztársaság)
  - Államfő – Manuel Prado Ugarteche (1939–1945), lista
  - Kormányfő – Alfredo Solf y Muro (1939–1944), lista
- Uruguay (köztársaság)
  - Államfő – Alfredo Baldomir (1938–1943), lista
- Venezuela (köztársaság)
  - Államfő – Eleazar López Contreras (1935–1941), lista

## Észak- és Közép-Amerika
- Amerikai Egyesült Államok (köztársaság)
  - Államfő – Franklin D. Roosevelt (1933–1945), lista
- Costa Rica (köztársaság)
  - Államfő – 
    1. León Cortés Castro (1936–1940)
    2. Rafael Ángel Calderón Guardia (1940–1944), lista
- Dominikai Köztársaság (köztársaság)
  - De facto országvezető – Rafael Trujillo Molina (1930–1961)
  - Államfő – 
    1. Jacinto Peynado (1938–1940)
    2. Manuel de Jesús Troncoso de la Concha (1940–1942), lista
- Salvador (köztársaság)
  - Államfő – Maximiliano Hernández Martínez (1935–1944), lista
- Guatemala (köztársaság)
  - Államfő – Jorge Ubico (1931–1944), lista
- Haiti (köztársaság)
  - Államfő – Sténio Vincent (1930–1941), lista
- Honduras (köztársaság)
  - Államfő – Tiburcio Carías Andino (1933–1949), lista
- Kanada (parlamentáris monarchia)
  - Uralkodó – VI. György király (1936–1952)
  - Főkormányzó – 
    1. John Buchan (1935–1940)
    2. Sir Lyman Duff (1940), Kanada kormányának adminisztrátora
    3. Alexander Cambridge (1940–1946), lista

  - Kormányfő – William Lyon Mackenzie King (1935–1948), lista
- Kuba 
  - Államfő – 
    1. Federico Laredo Brú (1936–1940)
    2. Fulgencio Batista (1940–1944), lista

  - Kormányfő – Carlos Saladrigas Zayas (1940–1942), lista
- Mexikó (köztársaság)
  - Államfő – 
    1. Lázaro Cárdenas (1934–1940)
    2. Manuel Ávila Camacho (1940–1946), lista
- Nicaragua (köztársaság)
  - Államfő – Anastasio Somoza (1937–1947), lista
- Panama (köztársaság)
  - Államfő – 
    1. Augusto Samuel Boyd (1939–1940), ügyvivő
    2. Arnulfo Arias (1940–1941), lista

## Ázsia
- Afganisztán (monarchia)
  - Uralkodó – Mohamed Zahir király (1933–1973)
  - Kormányfő – Mohammad Hasim Khan (1929–1946), lista
- Irak (monarchia)
  - Uralkodó – II. Fejszál király (1939–1958)
  - Régens – 'Abd al-Ilah régens (1939–1941)
  - Kormányfő – 
    1. Nurí al-Szaid (1938–1940)
    2. Rasíd Ali al-Gajlani (1940–1941), lista
- Irán (monarchia)
  - Uralkodó – Reza Pahlavi sah (1925–1941)
  - Kormányfő –
    1. Ahmad Matin-Daftari (1939–1940)
    2. Ali Manszur (1940–1941), lista
- Japán (császárság)
  - Uralkodó – Hirohito császár (1926–1989)
  - Kormányfő – 
    1. Abe Nobujuki (1939–1940)
    2. Mucumasza Jonai (1940)
    3. Konoe Fumimaro herceg (1940–1941), lista
- Jemen (monarchia)
  - Uralkodó – Jahia Mohamed Hamidaddin király (1904–1948)[7]
- Kína
  -  Nemzeti Kormányzat (köztársaság)
  - Államfő – Lin Szen (1931–1943), Kína Nemzeti Kormányának elnöke, lista
  - Kormányfő – Csang Kaj-sek (1939–1945), lista
  -  Ideiglenes Kormányzat (1937–1940) (japán bábállam)
  - 1940. március 30-án beolvadt az Újjászervezett Nemzeti Kormányzatba.
    - Államfő – Vang Kemin (1937–1940), az Ideiglenes Kormányzat elnöke

  -  Reform Kormányzat (1938–1940) (japán bábállam)
  - 1940. március 30-án beolvadt az Újjászervezett Nemzeti Kormányzatba.
    - Államfő – Liang Hong-csi (1938–1940), a Reform Kormányzat elnöke

  -  Újjászervezett Nemzeti Kormányzat (japán bábállam)
  - 1940. március 30-án alakult meg.
    - Államfő - Vang Csing-vej (1940–1944)

  -  Mandzsukuo (japán bábállam)
    - Uralkodó - Pu Ji (1932–1945)
    - Kormányfő - Csang Csing-huj (1935–1945)

  -  Tibet (el nem ismert, de facto független állam)
    - Uralkodó – Tendzin Gyaco, Dalai láma (1937–)[8]
    - Régens – Dzsamphel Jese Gyalcen (1934–1941), Reting rinpocse
- Maszkat és Omán (abszolút monarchia)
  - Uralkodó – III. Szaid szultán (1932–1970)
- Mongólia (népköztársaság)
  - A kommunista párt vezetője – 
    1. Bandzardzsavün Bászandzsav (1936–1940)
    2. Dasín Damba (1940)
    3. Jumdzságin Cedenbál (1940–1954), a Mongol Forradalmi Néppárt Központi Bizottságának főtitkára

  - Államfő – Goncsigín Bumcend (1940–1953), Mongólia Nagy Népi Hurálja Elnöksége elnöke, lista
  - Kormányfő – Horlógín Csojbalszan (1939–1952), lista
- Nepál (alkotmányos monarchia)
  - Uralkodó – Tribhuvana király (1911–1950)
  - Kormányfő – Dzsuddha Samser Dzsang Bahadur Rana (1932–1945), lista
- Szaúd-Arábia (abszolút monarchia)
  - Uralkodó – Abdul-Aziz király (1902–1953)[9]
- Thaiföld (parlamentáris monarchia)
  - Uralkodó – Ananda Mahidol király (1935–1946)
  - Kormányfő – Plek Pibunszongram (1938–1944), lista
- Törökország (köztársaság)
  - Államfő – İsmet İnönü (1938–1950), lista
  - Kormányfő – Refik Saydam (1939–1942), lista
- Tuva (népköztársaság)
  - A kommunista párt főtitkára – Szalcsak Toka (1932–1944)
  - Államfő – 
    1. Ojun Polat (1938–1940)
    2. Hertek Ancsimaa-Toka (1940–1944)

  - Kormányfő – 
    1. Bair Ondar (1938–1940)
    2. Szarig-Dongak Csimba (1940–1944)

## Óceánia
- Ausztrália (parlamentáris monarchia)
  - Uralkodó – VI. György Ausztrália királya (1936–1952)
  - Főkormányzó – Alexander Hore-Ruthven (1936–1945), lista
  - Kormányfő – Robert Menzies (1939–1941), lista
- Új-Zéland (parlamentáris monarchia)
  - Uralkodó – VI. György Új-Zéland királya (1936–1952)
  - Főkormányzó – George Monckton-Arundell (1935–1941), lista
  - Kormányfő – 
    1. Michael Joseph Savage (1935–1940)
    2. Peter Fraser (1940–1949), lista